# مارکوس بور
مارکوس بور (انگلیسی: Markus Bähr؛ زادهٔ ۱۰ سپتامبر ۱۹۷۴) بازیکن فوتبال اهل آلمان است.
از باشگاه‌هایی که در آن بازی کرده‌است می‌توان به باشگاه فوتبال کارلسروهه، باشگاه فوتبال اس‌وی زاندهاوزن، و باشگاه فوتبال کلن اشاره کرد.